# Liege & Lief
| Recensione                        | Giudizio       |
| --------------------------------- | -------------- |
| AllMusic                          | [ 1 ]          |
| Ondarock                          | Pietra miliare |
| The New Rolling Stone Album Guide | [ 3 ]          |
| Sputnikmusic                      | 4.3 (Superb)   |
| Robert Christgau                  | B-             |

Liege & Lief è il quarto album discografico del gruppo di folk inglese dei Fairport Convention, pubblicato dall'etichetta discografica Island Records nel dicembre del 1969.

## Il disco
Considerato dalla stragrande maggioranza della critica musicale non solo il miglior album del gruppo ma anche come uno dei migliori album di folk-rock tradizionale britannico, un autentico disco-spartiacque, dal genere musicale di folk tradizionale al folk rock elettrificato.
Rispetto ad Unhalfbricking, anch'esso pubblicato nel 1969, la band ha subito alcuni cambiamenti: il batterista Dave Mattacks ha preso il posto di Martin Lamble, perito in un incidente automobilistico nel maggio 1969, mentre il violinista Dave Swarbrick entra stabilmente nell'ensemble della band.
Nel 2006 Liege & Lief è stato eletto "Disco folk più importante della storia" dal pubblico dei BBC Radio 2 Folk Awards 2006. Nel 2002 la Island Records ha ripubblicato l'opera in edizione rimasterizzata con l'aggiunta di due inediti rinvenuti nei master tapes originali.

## Tracce
Lato A
1. Come All Ye – 4:55 (Sandy Denny, Ashley Hutchings) – Registrato il 29 ottobre 1969
2. Reynardine – 4:33 (Tradizionale; arrangiamento Fairport Convention) – Registrato il 19 ottobre 1969
3. Matty Groves – 8:08 (Tradizionale; arrangiamento Fairport Convention) – Registrato il 19 ottobre 1969
4. Farewell, Farewell – 2:38 (Richard Thompson) – Registrato il 16 ottobre 1969

Durata totale: 20:14
Lato B
1. The Deserter – 4:10 (Tradizionale; arrangiamento Fairport Convention) – Registrato il 16 ottobre 1969
2. Medley – 4:00 (Tradizionale; arrangiamento Fairport Convention) – Registrato il 29 ottobre 1969
3. Tam Lin – 7:20 (Tradizionale; arrangiamento Dave Swarbrick) – Registrato il 29 ottobre 1969
4. Crazy Man Michael – 4:35 (Richard Thompson, Dave Swarbrick) – Registrato il 19 ottobre 1969

Durata totale: 20:05
Edizione CD del 2002, pubblicato dalla Island Records (586 929-2)
1. Come All Ye – 5:02 (Sandy Denny, Ashley Hutchings)
2. Reynardine – 4:33 (Tradizionale; arrangiamento Fairport Convention)
3. Matty Groves – 8:09 (Tradizionale; arrangiamento Fairport Convention)
4. Farewell, Farewell – 2:39 (Richard Thompson)
5. The Deserter – 4:23 (Tradizionale; arrangiamento Fairport Convention)
6. Medley – 4:08 (Tradizionale; arrangiamento Fairport Convention)
7. Tam Lin – 7:13 (Tradizionale; arrangiamento Dave Swarbrick)
8. Crazy Man Michael – 4:40 (Dave Swarbrick, Richard Thompson)
9. Sir Patrick Spens – 4:00 (Tradizionale; arrangiamento Fairport Convention) – Bonus Track - Sandy Denny vocal version - previously unreleased, registrato il 1º novembre 1969
10. Quiet Joys of Brotherhood – 7:48 (Richard Fariña (testo); Tradizionale (musica) arrangiamento Sandy Denny) – Bonus Track - Take 1 - previously unreleased, registrato il 29 ottobre 1969

Durata totale: 52:35
Edizione doppio CD del 2007, pubblicato dalla Island Records (530 111-1)
CD 1 (The Original Album)
1. Come All Ye – 5:00 (Sandy Denny, Ashley Hutchings)
2. Reynardine – 4:30 (Tradizionale; arrangiamento Fairport Convention)
3. Matty Groves – 8:07 (Tradizionale; arrangiamento Fairport Convention)
4. Farewell, Farewell – 2:37 (Richard Thompson)
5. The Deserter – 4:21 (Tradizionale; arrangiamento Fairport Convention)
6. Medley – 4:06 (Tradizionale; arrangiamento Fairport Convention)
7. Tam Lin – 7:11 (Tradizionale; arrangiamento Dave Swarbrick)
8. Crazy Man Michael – 4:40 (Dave Swarbrick, Richard Thompson)

Durata totale: 40:32
CD 2 (Studio Out-takes & BBC Sessions)
1. Sir Patrick Spens (Sandy Denny Vocal Version) – 3:59 (Tradizionale; arrangiamento Fairport Convention)
2. Quiet Joys of Brotherhood (Take 4) – 5:59 (Tradizionale; arrangiamento Sandy Denny)
3. The Ballad of Easy Rider – 4:53 (Roger McGuinn)
4. Tam Lin – 7:46 (Tradizionale; arrangiamento Dave Swarbrick)
5. Medley – 4:13 (Tradizionale; arrangiamento Fairport Convention)
6. Sir Patrick Spens – 3:44 (Tradizionale; arrangiamento Fairport Convention)
7. Reynardine – 4:19 (Tradizionale; arrangiamento Fairport Convention)
8. Quiet Joys of Brotherhood (Take 1) – 7:50 (Richard Fariña (testo);Tradizionale (musica); arrangiamento Sandy Denny)
9. The Lady Is a Tramp – 2:11 (Lorenz Hart, Richard Rodgers)
10. Medley – 2:21

Durata totale: 47:15

## Musicisti
- Sandy Denny - voce
- Richard Thompson - chitarra
- Simon Nicol - chitarre
- Dave Swarbrick - violino, viola
- Ashley Hutchings - basso
- Dave Mattacks - batteria[8]